# Горацио Хорнблоуэр
Горацио Хорнблоуэр (англ. Horatio Hornblower, также встречается транскрипция Хорнблауэр) — вымышленный персонаж, офицер Королевского Британского Флота в период наполеоновских войн, созданный писателем С. С. Форестером, впоследствии герой фильма и телесериала. Детальную биографию персонажа составил Сирил Норткот Паркинсон.
Один из популярнейших в англоязычном мире героев военно-морских приключений. Отмечено много параллелей между Хорнблоуэром и реально существовавшими офицерами той эпохи, в особенности Томасом Кохрейном и Горацио Нельсоном. Имя «Горацио» было выбрано в честь персонажа шекспировского «Гамлета», в том числе благодаря перекличке с именем Нельсона.
Эрнест Хемингуэй положительно рекомендовал писателя Форестера всем своим читателям: «I recommend Forester to everyone literate I know», а Уинстон Черчилль отзывался о Хорнблоуэре как о достойном восхищения персонаже: «I find Hornblower admirable».

## Личность Хорнблоуэра
По Форестеру, Хорнблоуэр — сын врача. Родился 4 июля 1776 года в деревне Уорт (Worth) в Кенте. Получив классическое образование, он к моменту поступления на службу в 17-летнем возрасте на военно-морской флот, хорошо владел древнегреческим и латынью. Он также учился французскому языку у французского эмигранта. Кроме того, имел отличные способности к математике, что помогло ему в изучении навигации.
Автор описывает его как «несчастного и одинокого». Хорнблоуэр осторожен и склонен к самокопанию (вплоть до самобичевания). Он считает себя малодушным, нечестным и порой неверным. Однако обострённое чувство долга и стремление к добросовестному исполнению приказов скрывают его «недостатки» от прочих людей. Его замкнутая интровертная натура заставляет его порой сторониться окружающих, включая ближайшего друга — Уильяма Буша, и даже обе супруги никогда не понимают его полностью. Склонность к самоанализу делает Хорнблоуэра очень застенчивым и одиноким человеком, а традиционное для Королевского британского флота отчуждение капитана от прочей команды лишь усиливает его одиночество.
В первые дни после выхода в море он жестоко страдает от морской болезни, подобно Горацио Нельсону. Он отлично играет в вист. Не имеет никакого музыкального слуха (амузия) и считает музыку ужасным раздражающим шумом (как Екатерина Великая). Он не одобряет телесных наказаний и смертной казни.

## Жизненный путь Хорнблоуэра

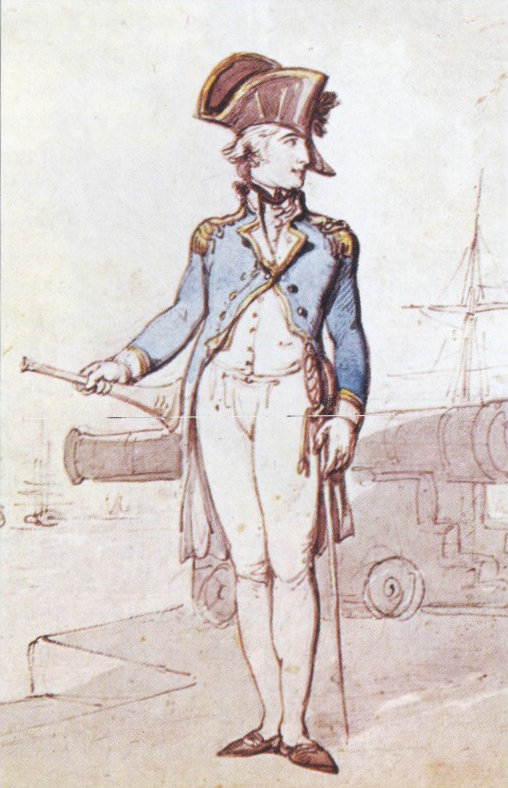
Thomas Rowlandson-captain

Этапы жизни и карьеры Хорнблоуэра вплотную связаны с событиями Наполеоновских войн и расширением морского владычества Британской империи.
- 1776, 4 июля. Рождение Горацио Хорнблоуэра.
- 1794, январь — 1798, март. Уходит на флот. Становится мичманом на «Юстиниане». Немногим позже получает назначение на «Неутомимый». Не успев сдать экзамен на лейтенанта, оказывается в испанском плену в Ферроле. Получает чин лейтенанта заочно. Освобожден из плена за спасение испанских рыбаков («Мичман Хорнблоуэр»).
- 1800, май — 1803, март. Лейтенант на «Славе» под началом капитана Сойера, страдающего параноидной шизофренией. Миссия в Карибском море. Получает чин капитана-лейтенанта, но из-за Амьенского мира его не утверждают. Отправлен в запас. Получает назначение на «Отчаянный». Женится на Марии («Лейтенант Хорнблоуэр»).
- 1803, апрель — 1805, июль. Участвует в блокаде Бреста. Произведен в капитаны и отозван в Англию («Хорнблоуэр и „Отчаянный“»).
- 1805, октябрь — 1808, январь. Организует проход траурной процессии с телом Нельсона вверх по Темзе. Выполняет миссию в прибрежных водах Османской империи с участием цейлонских ловцов жемчуга. Вернувшись домой, узнает, что двое его детей умерли от оспы («Хорнблоуэр и „Атропа“»).
- 1808, июнь-октябрь. Отправлен в Тихий океан с целью помочь латиноамериканскому диктатору в его восстании против Испании. Знакомится с леди Барбарой, младшей сестрой Веллингтона (персонаж, в реальной истории не существовавший) («Все по местам!»).
- 1810, май-октябрь. Участник морской войны против Наполеона и союзной ему Испании на Средиземном море и в Атлантике. После потери корабля взят в плен («Линейный корабль»).
- 1810, ноябрь — июнь 1811. Вместе с Бушем, первым помощником, и Брауном, старшиной, отослан в Париж, чтобы быть осужденным за военные преступления против Франции. По дороге скрывается и объявляется утонувшим при попытке побега. По возвращении в Англию становится героем. Ему присваивается рыцарское звание. Узнает, что его жена Мария скончалась, родив сына («Под стягом победным»).
- 1812, май-октябрь. Женившись на леди Барбаре, Хорнблоуэр поселяется в поместье Смоллбридж в Кенте. Возведенный в ранг командора, отправлен на Балтику. Больной тифом, возвращается домой («The Commodore»).
- 1813, октябрь — 1815, июнь. Укрощает мятежный английский корабль. Получает титул «Baron Hornblower, of Smallbridge in the County of Kent». В момент Ста дней оказывается в гостях во Франции, уходит в партизаны («Lord Hornblower»).
- 1821, май — 1823, октябрь. После нескольких лет на суше произведен в контр-адмиралы. Становится командующим эскадрой в Вест-Индии («Hornblower in the West Indies»).
- Император Наполеон III производит его в кавалеры Ордена Почетного легиона.
- 1850. Становится пэром. Получает титулы виконта и барона: «Viscount Hornblower, of Smallbridge in the County of Kent», и «Baron Maidstone, of Boxley in the County of Kent».
- 1857, январь. Хорнблоуэр скончался в своем поместье в Кенте в возрасте 80 лет.

### Корабли Хорнблоуэра
- Justinian (Юстиниан), 74-пушечный линейный корабль («Мичман Хорнблоуэр», мичман)
- Indefatigable (Неутомимый/Неустанный), 44-пушечный фрегат («Мичман Хорнблоуэр», мичман, исполняющий обязанности лейтенанта)
- Мари Галант, французский бриг («Мичман Хорнблоуэр», мичман)
- Каролина, транспортное судно в карантине («Мичман Хорнблоуэр», мичман, и. о. лейтенанта)
- Renown (Слава), 74-пушечный линейный корабль («Лейтенант Хорнблоуэр», лейтенант)
- Retribution (Воздаяние), 18-пушечный военный шлюп («Лейтенант Хорнблоуэр», коммандер)
- Hotspur (Отчаянный), 20-пушечный военный шлюп («Хорнблоуэр и „Отчаянный“», коммандер)
- Atropos, 22-пушечный шлюп («Хорнблоуэр и „Атропа“», Junior Post-Captain)
- Lydia (Лидия), 36-пушечный фрегат («Все по местам!», Senior Post-Captain)
- Natividad, 50-пушечный двупалубный фрегат (трофей, «Все по местам!»)
- Sutherland (Сазерленд), 74-пушечный линейный корабль («Линейный корабль», капитан)
- Witch of Endor (Эндорская волшебница), 10-пушечный тендер (трофей, «Под стягом победным»)
- Nonsuch, 74-пушечный («The Commodore», «Lord Hornblower», Commodore, first class)
- Lotus, Raven, шлюпы («The Commodore»)
- Moth, Harvey, бомбардирские корабли («The Commodore»)
- Clam, тендер («The Commodore»)
- Flame и Porta Coeli, 18-пушечные военные бриги («Lord Hornblower»)
- Camilla, 36-пушечный фрегат («Lord Hornblower»)
- Crab, шхуна («The Commodore», «Hornblower in the West Indies»)
- Phoebe, Clorinda, Roebuck, фрегаты («Hornblower in the West Indies», адмирал; командующий эскадрой)

### Основные действующие персонажи серии
- Хорнблоуэр;
- Вильям Буш, флотский офицер, его друг;
- Мария, первая жена. Урождённая Мейсон;
- Леди Барбара Уэлсли, вторая жена Хорнблоуэра;

## Книги о Хорнблоуэре
| №  | Название                                    | Оригинал                                                                                   | Год написания | Место                    | Время                        | Аннотация | Чин, возраст      |
| -- | ------------------------------------------- | ------------------------------------------------------------------------------------------ | ------------- | ------------------------ | ---------------------------- | --- | ----------------- |
| 01 | «Мичман Хорнблоуэр»                         | Mr. Midshipman Hornblower                                                                  | 1950          |                          | 1794, январь — 1798, март    | Сборник новелл: - «Равные шансы». (Hornblower and the Even Chance) - «Груз риса». (Hornblower and the Cargo of Rice) - «Расплата за ошибку». (Hornblower and the Penalty of Failure) - «Человек, которому было плохо». (Hornblower and the Man who Felt Queer) - «Человек, который видел Бога». (Hornblower and the Man Who Saw God) - «Раки и лягушатники». (Hornblower the Frogs, and the Lobsters) - «Испанские галеры». (Hornblower and the Spanish Galleys) - «Экзамен на лейтенанта». (Hornblower and the Examination for Lieutenant) - «Ноев ковчег». (Hornblower and Noah’s Ark) - «Герцогиня и дьявол». (Hornblower the Duchess, and the Devil) | Мичман            |
| -  | «Рука судьбы»                               | Hornblower and the Hand of Destiny                                                         | 1941          |                          | 1798                         | Рассказ. В бумажном виде не издавался, существует любительский перевод. | лейтенант         |
| -  | «Хорнблоуэр и вдова МакКул»                 | Hornblower And The Widow McCool (Hornblower and the Big Decision, Hornblower’s Temptation) | 1951          |                          | 1799                         | Рассказ. В англ. издании издавался как часть «Hornblower and the Crisis»; на русском языке издан | лейтенант         |
| 02 | «Лейтенант Хорнблоуэр»                      | Lieutenant Hornblower                                                                      | 1952          |                          | 1800, май — 1803, март       | Знакомство с Бушем, который также назначен лейтенантом на корабль «Слава», управляемый параноиком-капитаном Сойером. | Лейтенант         |
| 03 | «Хорнблоуэр и „Отчаянный“» («Пришпоренный») | Hornblower and the Hotspur                                                                 | 1962          | Брест                    | 1803, апрель — 1805, июль    | Сразу после свадьбы Хорнблоуэр отправляется осаждать Брест | капитан-лейтенант |
| 04 | «Трафальгарский ветер»                      | Hornblower and the Crisis                                                                  | 1967          |                          | 1805, август-декабрь         | Остался незавершенным из-за смерти автора. В русском издании дописан переводчиком А.Дубовым, примерно ¾ книги. | капитан           |
| 05 | «Хорнблоуэр и „Атропа“»                     | Hornblower and the Atropos                                                                 | 1953          | Англия, Средиземное море | 1805, декабрь — 1808, январь | Хорнблоуэр проводит баржу со своей семьёй сквозь шлюзы, организует похороны Нельсона и отвозит ныряльщиков искать затонувший корабль с казной в Средиземноморье | капитан           |
| 06 | «Все по местам!»                            | The Happy Return                                                                           | 1937          | Никарагуа и вокруг       | 1808, июнь-октябрь           | Первый роман писателя о Хорнблоуэре. Получив приказ в запечатанном конверте, капитан отправляется через Атлантику и поступает в распоряжение латиноамериканского диктатора. Знакомство с Барбарой. | капитан           |
| 07 | Линейный корабль                            | A Ship of the Line                                                                         | 1938          |                          | 1810, май-октябрь            | Хорнблоуэр вынужден всеми правдами и неправдами набирать команду из последнего отребья, и превратить её в идеально работающий механизм | капитан           |
| -  | «Хорнблоуэр и милосердие»                   | Hornblower’s Charitable Offering («The Bad Samaritan»)                                     | 1941          |                          | 1810, июнь                   | Рассказ. Официального русского перевода нет. Планировался как глава романа «Линейный корабль» |                   |
| 08 | Под стягом победным                         | Flying Colours                                                                             | 1938          |                          | 1810, ноябрь — 1811, июнь    | Пленный Хорнблаэур отправлен в Париж, чтобы быть показательно наказанным. На дороге его ждет спасение. | капитан           |
| -  | «Хорнблоуэр и Его Величество»               | Hornblower and His Majesty                                                                 | 1941          |                          | 1812                         | Рассказ. В бумажном виде не издавался, существует любительский перевод. |                   |
| 09 | Коммодор                                    | The Commodore                                                                              | 1945          | Балтика                  | 1812, апрель-декабрь         | Хорнблоуэр отправляется на Балтику, где ему надо кооперироваться с русскими союзниками и бить Наполеона. | Коммодор          |
| 10 | «Лорд Хорнблоуэр»                           | Lord Hornblower                                                                            | 1946          |                          | 1813, октябрь — 1814, июнь   | Хорнблоуэр усмиряет английских мятежников и возится с наследником французского престола в изгнании. | Коммодор          |
| 11 | «Хорнблоуэр в Вест-Индии»                   | Hornblower in the West Indies                                                              | 1958          |                          | 1821, май — 1823, октябрь    | В бумажном виде на русском языке не выходил, хотя перевод уже существует. - «Святая Елизавета Венгерская». (St. Elizabeth of Hungary). - The Star of South. («Звезда Юга») - The bewildered pirates. («Одичавшие пираты») - The guns of Carabobo. («Пушки Карабобо») - The Hurricane. («Ураган») | Контр-адмирал     |
| -  | «Последняя встреча»                         | The Last Encounter                                                                         | 1967          |                          | 1848, ноябрь                 | Рассказ. В англ. издании издавался как часть «Hornblower and the Crisis» | Адмирал флота     |
| -  |                                             | The Hornblower Companion                                                                   | 1964          |                          |                              | Путеводитель по серии, написанный автором. Включал рассказ The Point And The Edge (1964) |                   |
|    |                                             |                                                                                            |               |                          |                              | |                   |

## Хорнблоуэр в кинематографе
- Полнометражный фильм 1951 года «Captain Horatio Hornblower R.N.» с Грегори Пеком в заглавной роли.
- «Хорнблоуэр» — серия телефильмов каналов ITV1 и A&E с 1998 по 2003 годы. В заглавной роли — Йоан Гриффит, серия телефильмов в различные годы пятнадцать раз номинировалась на премию Эмми, дважды была удостоена этой премии[6]. Некоторые эпизоды серии были сняты в Ливадийском дворце.

Включает в себя восемь телевизионных фильмов:
- Равные шансы (1998)
- Экзамен на лейтенанта (1998)
- Герцогиня и дьявол (1999)
- Раки и лягушатники (1999)
- Бунт/Мятеж (2001)
- Возмездие (2001)
- Преданность (2003)
- Долг (2003)

## Влияние на другие художественные произведения
- Капитан Кирк из оригинального Стар Трека — первоначальным толчком к созданию этого образа послужил Хорнблоуэр.
- Капитан межзвездного мантикорского флота Хонор Харрингтон (в русском переводе — Виктория Харрингтон), героиня серии научно-фантастических приключенческих романов Дэвида Вебера — даже имеет подобную аллитерацию в имени, не говоря уже о сюжетных параллелях.
- Романы Бернарда Корнуэлла о Ричарде Шарпе создавались под влиянием серии Форестера. Тут персонаж — сухопутный, а не моряк, но эпоха та же, и драматический прием, связанный с ростом по карьерной лестнице главного героя.
- Только серия о капитане Джеке Обри и докторе Стивене Мэтьюрине, созданная много позже Патриком О’Брайеном, оказалась более успешной, чем «Хорнблоуэр» в данном жанре. Любопытно, что персонажи обеих этих серий создавались с оглядкой на одну и ту же историческую фигуру — лорда Кокрейна, адмирала Британского флота. Но в то же время характер капитана Обри настолько противоположен Хорнблоуэру, насколько это было в силах (или намерениях) О’Брайена. В то время как Хорнблоуэр — меланхолический, замкнутый, сомневающийся интроверт, капитан Обри — жизнерадостный, жизнелюбивый, шумный, иногда вульгарный экстраверт и вдобавок бабник.
- Писатель-фантаст Гарри Гаррисон написал фантастический рассказ «Капитан Гонарио Харпплейер», пародирующий произведения о Хорнблоуэре[7].